# Guapo
Guapo ist eine britische experimentelle Rockband, die 1994 gegründet wurde.

## Bandgeschichte
In den ersten Jahren nach der Gründung veröffentlichten Guapo zunächst einige EPs. Dem Debütalbum folgte eine Split-Veröffentlichung mit Oharu, später gab es auch Kooperationen mit Ruins und Cerberus Shoal. Der Musikstil Guapos ist abwechslungsreich und vielfältig. Es gibt Berührungspunkte zu Progressive Rock, Zeuhl, Rock in Opposition und Post-Rock.
In der Geschichte der Band gab es immer wieder Besetzungswechsel, Dave Smith ist das einzige konstante Mitglied. Vielen Musikern ist gemein, dass sie auch in anderen Bands aktiv sind oder waren, z. B. Daniel O’Sullivan bei Ulver und Sunn O))) oder Kavus Torabi bei Cardiacs.

## Diskografie

### Studioalben
- 1997: Towers Open Fire
- 1998: Hirohito
- 2000: Death Seed
- 2001: Great Sage, Equal of Heaven
- 2004: Five Suns
- 2005: Black Oni
- 2008: Elixirs
- 2013: History of the Visitation
- 2015: Obscure Knowledge

### EPs
- 1995: Hell Is Other People
- 1996: …Is No More
- 1996: Horse Walks Into a Bar
- 1998: Guapo vs. Magma
- 2006: Twisted Stems

### Split-Veröffentlichungen
- 1997: Guapo vs. Oharu
- 2003: The Ducks and Drakes of Guapo and Cerberus Shoal